# 三齒樸麗魚
三齒樸麗魚，為輻鰭魚綱鱸形目隆頭魚亞目慈鯛科的其中一種，分布於非洲維多利亞湖流域，棲息深度約30公尺，體長可達11.9公分，棲息在中底層水域，生活習性不明。

## 擴展閱讀
維基物種上的相關：三齒樸麗魚